# Тихомандрицький Матвій Олександрович
Матві́й Олекса́ндрович Тихомандри́цький (17 (29) січня 1844, Київ— 8 лютого 1921, Крим) — український математик, закінчив Петербурзький університет, 1885 — 1904 — професор Харківського університету.

## Життєпис
Народився у Києві в родині професора математики Університету Св. Володимира Олександра Микитовича Тихомандрицького.
Початкову і середню освіту отримав у родині, для навчання також запрошували вчителів.
Після переводу батька до Казані відвідував публічні лекції в Казанському університеті.
У 1861—1866 рр. навчався в Петербурзькому університеті, закінчив його із золотою медаллю.
З 1867 р. працював вихователем у 2-й Петербурзькій прогімназії. З 1873 р. — вчитель математики у 2-му реальному училищі.
У 1876 р. захистив у Петербурзькому університеті магістерську дисертацію «О гипергеометрических рядах».
У 1875—1878 рр. — учитель математики в 5-й прогімназії, у 1876—1878 рр. — викладач Інституту інженерів шляхів сполучення, у 1880—1881 рр. — викладач Вищих жіночих курсів.
З 1879 р. приват-доцент Петербурзького університету, викладав теорію еліптичних функцій і накреслювальну геометрію.
З 1883 р. працював у Харківському університеті й водночас у Харківському технологічному інституті.
У 1884 р. Тихомандрицького було відряжено за кордон (Лейпциг, Берлін, Париж). У Парижі написав докторську дисертацію «Обращение гиперэллиптических интегралов», захистив її у 1885 р. у Харківському університеті і отримав ступінь доктора чистої математики.
З 1886 р. — екстраординарний професор університету, з 1888 р. — ординарний професор. Читав 16 курсів лекцій, більшість з них були опубліковані.
Написаний Тихомандрицьким підручник з теорії ймовірності Петербурзька академія наук відзначила премією ім. В. Я. Буняковського.
Був одним із найактивніших членів Харківського математичного товариства, понад 10 років виконував обов'язки заступника його голови.
У 1898 р. подав заяву про тимчасову відставку, аби завершити роботу зі складання «Систематического каталога книг фундаментальной библиотеки Императорского Харьковского университета по отделению физико-математических наук, чистых и прикладных». На думку Тихомандрицького, без такого видання було неможливим використання фонду бібліотеки. У 1899 р. Тихомандрицький видав каталог власним коштом. Повернувшись до роботи в університеті у 1901 р., підготував і видав перше продовження «Систематического каталога…», у якому зібрано книги, що надійшли пізніше.
У 1906 р. Тихомандрицький одержав звання заслуженого професора.
Брав участь у ІІ Міжнародному математичному конгресі (Париж, 6-12 серпня 1909 р.).
У 1913 р. через хворобу дружини переїхав до Одеси. Отримав посаду приват-доцента кафедри математики Новоросійського університету. Викладав аналітичну геометрію, спецкурси з загальної теорії кривих і поверхонь, з теорії абелевих інтегралів. У 1915 р. став членом Математичного відділення Новоросійського товариства природознавців.
У 1917 р. переїхав з Одеси до Криму. Брав участь в організації Кримського (Таврійського) університету, з 1918 р. працював у ньому ординарним професором кафедри математики. Був одним із засновників Кримського математичного товариства (1919).
Тихомандрицький помер 8 лютого 1921 р. у Ялті.

## Наукова діяльність
Сфера наукових інтересів — вища алгебра, теорія еліптичних функцій, абелевих інтегралів, теорія ймовірностей, інші розділи математики. Автор підручників з вищої алгебри та математичного аналізу.

## Обрані роботи
- Краткий курс высшей алгебры. Харьков, 1887.
- Курс теории конечных разностей. Харьков, 1890.
- Курс дифференциального и интегрального исчисления (с примерами для упражнений). Харьков, 1891.
- Основания теории абелевых интегралов. — Харьков, 1895.
- Теория эллиптических интегралов и эллиптических функций — Харьков, 1895
- Курс теории вероятностей. Харьков, 1898.